# Komórka plazmatyczna

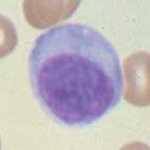
Plazmocyt

Komórki plazmatyczne, plazmocyty są komórkami układu immunologicznego, których funkcją jest produkcja i wydzielanie przeciwciał (immunoglobulin).

Komórki plazmatyczne powstają w wyniku pobudzenia limfocytów B i są jedynymi komórkami zdolnymi do produkcji przeciwciał (limfocyt B jest również zdolny do produkcji przeciwciał, chociażby tych związanych, które ma na swojej powierzchni - BCR), dzięki czemu odgrywają poważną rolę w odporności humoralnej i usuwaniu antygenu. Po zakończeniu odpowiedzi odpornościowej komórki te ulegają apoptozie.
Komórki plazmatyczne zostały odkryte w 1875 roku przez Wilhelma Waldeyera, ale dopiero w 1937 roku Bing i Plum powiązali je z wytwarzaniem przeciwciał. Jeszcze później, bo w 1962 roku Nassal skojarzył plazmocyty z linią limfocytów B. Określenia plazmocyt i komórka plazmatyczna są określeniami histologicznymi, natomiast z punktu widzenia immunologii bardziej prawidłowa wydaje się być nazwa komórki wytwarzające przeciwciała (AFC - ang. Antibody Forming Cells). Ze względu na słabe rozpowszechnienie tego terminu, w artykule będą używane nazwy tradycyjne.

## Cechy morfologiczne
Plazmocyty, będące komórkami o średnicy 8–20 μm, mają kształt owalny i umieszczone ekscentrycznie jądro, także kształtu owalnego. Stosunek objętości jądra do objętości cytoplazmy wynosi od 1:1 do 2:1. Charakterystyczną cechą jest silnie zasadochłonna cytoplazma tych komórek. Zjawisko to wynika z faktu nastawienia komórki na produkcję dużych ilości przeciwciał, czemu towarzyszy silna rozbudowa szorstkiego retikulum endoplazmatycznego. To właśnie rybosomy retikularne wiążą zasadowe barwniki, nadające cytoplazmie kolor od błękitnego do szaroniebieskiego. W związku z produkcją immunoglobulin i wydzielniczą funkcją plazmocytów silnie rozbudowany jest także aparat Golgiego.
Charakterystyczny jest również obraz jądra komórkowego. W środku umieszczone są zwykle jąderka, zaś chromatyna układa się promieniście, rozchodząc się od jąderek ku brzegom jądra. Powstałe w ten sposób "szprychy" mają kolor niebieski (oczywiście po wybarwieniu), zaś "wolne" przestrzenie pomiędzy nimi barwią się zwykle na kolor purpurowy lub różowy. Takie rozmieszczenie chromatyny świadczy o wysokiej aktywności transkrypcyjnej plazmocytów.

## Występowanie
Plazmocyty u zdrowego człowieka występują jedynie w węzłach chłonnych, śledzionie oraz szpiku kostnym, nie powinny natomiast występować we krwi i chłonce, gdzie pojawiają się dopiero po stymulacji antygenem. Rozwój komórek plazmatycznych zachodzi praktycznie w całości we wtórnych narządach limfatycznych, głównie węzłach chłonnych. W szpiku kostnym stanowią one od 0,2 do 2% wszystkich komórek.

## Powstawanie plazmocytów
Różnicowanie limfocytów B do plazmocytów zachodzi w węzłach chłonnych, do których limfocyty B napływają z krwią. Po przejściu do wnętrza węzła dochodzi do kontaktu limfocytów B z limfocytami Th, czego następstwem jest formowanie ośrodka rozmnażania grudki limfatycznej. Po kilku-kilkunastu podziałach komórkowych powstają tam komórki plazmatyczne lub limfocyty pamięci. Poszczególne etapy tych przekształceń są opisane poniżej.

### Powstawanie ośrodka rozmnażania
Gdy limfocyty B dostaną się do węzła, podążają za sygnałami chemicznymi do grudek limfatycznych. Takie limfocyty B, pobudzone wcześniej przez związanie antygenu, nazywamy limfoblastami pierwotnymi. Z reguły do pojedynczej grudki wnika 1-5 limfoblastów, które dzielą się co 6-8 godzin, dając po kilku dniach znaczną liczbę komórek zwanych centroblastami. Ich charakterystyczną cechą jest brak powierzchniowych immunoglobulin i obecność cząsteczki CD77. Centroblasty tworzą tzw. strefę ciemną centroblastów nazywaną także strefą ciemną ośrodków rozmnażania. W komórkach tych zachodzą mutacje, odpowiedzialne za tzw. dojrzewanie powinowactwa.

### Rozpoznawanie antygenu
Centroblasty w wyniku podziałów tworzą komórki, które przestają się dzielić i przechodzą do tzw. strefy jasnej centroblastów, czyli strefy jasnej ośrodków rozmnażania. Tam mogą rozpoznawać antygeny prezentowane przez komórki dendrytyczne grudek (FDC), gdyż są zdolne do wytwarzania immunoglobulin powierzchniowych. Jeśli komórka nie rozpozna antygenu – ulega apoptozie. W przeciwnym przypadku antygen jest pobierany przez plazmocyt i przetwarzany w cytoplazmie, po czym trafia na powierzchnię w postaci kompleksu z białkiem MHC klasy II, co umożliwia prezentację antygenu limfocytom Th.

### Prezentacja antygenu limfocytom Th
W obrębie strefy jasnej pobudzone antygenem związanym z FDC centrocyty kontaktują się z limfocytami Th. Celem tego kontaktu jest wyeliminowanie centrocytów, które nie rozpoznały właściwego antygenu i mogłyby zapoczątkować chorobę autoimmunizacyjną. Taka kontrola jest niezbędna, gdyż w wyniku dojrzewania powinowactwa rzeczywiście mogą powstawać centrocyty rozpoznające autoantygeny. Jeżeli zatem w strefie jasnej występuje centrocyt, który rozpoznał jakiś antygen, ale jednocześnie nie ma tam limfocytów Th, które także mogą rozpoznać ten antygen, świadczy to prawdopodobnie o tym, że zaszła mutacja w obrębie centrocytu, która może doprowadzić do autoagresji. Dlatego te centrocyty, które nie odnajdą w ciągu określonego czasu limfocytu Th mogącego rozpoznać antygen związany z MHC klasy II na powierzchni centrocytu, ulegają apoptozie.

### Powstanie plazmoblastu i plazmocytu
W wyniku opisanych powyżej przemian limfocytu B w centroblasty i centrocyty oraz selekcji centrocytów powstają plazmoblasty, czyli komórki mogące wytwarzać niewielkie ilości immunoglobulin. Plazmoblasty wydostają się do krążenia i migrują do śledziony lub szpiku kostnego. Jeżeli w tych narządach będzie wystarczająco wysokie stężenie interleukiny 6 (IL-6) oraz interleukiny 10 (IL-10), plazmoblast ostatecznie zróżnicuje się do plazmocytu. Za wytwarzanie przeciwciał odpowiada jednak głównie IL-6. Każdy plazmocyt ulega apoptozie po kilku dniach od wydostania się z węzła chłonnego, dzięki czemu odpowiedź odpornościowa może się zakończyć.

## Transformacja nowotworowa
Jeśli plazmocyt ulegnie transformacji nowotworowej powstaje klon komórek plazmatycznych (rozrost monoklonalny) produkujących jeden rodzaj (klasa i specyficzność) immunoglobulin (białko monoklonalne). W zależności od umiejscowienia pierwotnego ogniska oraz rozprzestrzenienia choroby można wyróżnić różne jednostki chorobowe:
- szpiczak mnogi (łac. Myeloma multiplex lub Plasmocytoma)
- białaczka plazmatycznokomórkowa
- odosobniony szpiczak kości
- postać pozaszpikowa szpiczaka
- szpiczak rozsiany